# Cantonul Goyave
Cantonul Goyave este un canton din arondismentul Basse-Terre, Guadelupa, Franța.

## Comune
- Goyave : 5.040 locuitori
- Petit-Bourg (parțial)